# Université islamique de Gaza
Pour les articles homonymes, voir IUG.
L'université islamique de Gaza ou université de Gaza (en arabe : الجامعة الإسلامية بغزة ; en anglais : Islamic University of Gaza ou IUG), est une université indépendante palestinienne établie en 1978 dans la ville de Gaza, dans les territoires palestiniens. Elle est volontairement détruite en octobre 2023 par les bombardements israéliens,.

## Histoire
L'université islamique est fondée par les Frères musulmans,,. Au début, elle dispense uniquement l'apprentissage de la charia et du Coran. Puis, progressivement, l'enseignement devient multidisciplinaire. En 1987, lors de la première intifada, les autorités israéliennes ferment l'université, qui continue de fonctionner de manière clandestine.
En 2006, l'université accueille près de 17 000 étudiants.
La plupart des cadres du Hamas, y ont étudié ou enseigné, les services de renseignements israéliens la considérant comme un foyer de l'islamisme radical et de la résistance.
L'université est également le reflet de l'islamisation rapide des habitants de la bande de Gaza. « La tenue islamique correcte est de rigueur : habaya traditionnelle et voile pour les filles, vêtements discrets et barbe conseillée pour les garçons. Hommes et femmes sont séparés par des parois métalliques, qui passent entre les bâtiments. Tous les cours sont dispensés en double, pour garantir une séparation totale. ».

### Guerre à Gaza depuis 2023
Le 11 octobre 2023, l'armée de l'air israélienne bombarde l'université avec des avions de combat. Tsahal justifie la destruction de l'université au prétexte que le Hamas l'aurait « transformé en camp d'entraînement des ingénieurs du mouvement ainsi que pour le développement d'armes et le renseignement militaire ».
Le 2 décembre 2023, le président de l'université, Sufyan Tayeh, est tué avec sa famille dans un bombardement israélien à l'ouest du camp de réfugiés de Jabalia,.

## Aide internationale
L'université s'est développée grâce à l'aide internationale, provenant essentiellement du monde arabo-musulman, mais également de pays européens et des États-Unis. En 2006, l'entreprise américaine Intel y investit un million de dollars en faveur de l'enseignement de l'informatique.
Entre 2014 et 2021, la Commission européenne finance l'université à hauteur de 1 756 003 euros dans le cadre de différents programmes de coopération internationale,.

## Personnalités liées à l'université

### Étudiants
- Ismaël Haniyeh[9]
- Mohammed Deïf[9]